# Румыния на летних Олимпийских играх 1996
Румыния на Летних Олимпийских играх 1996 года в Атланте была представлена 165 спортсменами (98 мужчин, 67 женщин), которые приняли участие в соревнованиях по 18 видам спорта. Они завоевали 4 золотых, 7 серебряных и 9 бронзовых медалей, что вывело сборную на 14 место в неофициальном командном зачёте.

## Медалисты
| Медаль  | Спортсмен | Вид спорта                  | Дисциплина                         |
| ------- | --- | --------------------------- | ---------------------------------- |
| Золото  | Лаура Бадя | Фехтование                  | Женщины, рапира, личное первенство |
| Золото  | Симона Амынар | Спортивная гимнастика       | Женщины, опорный прыжок            |
| Золото  | Констанца Бурчикэ Камелия Маковичук                                                                                                | Академическая гребля        | Женщины, двойки парные, лёгкий вес |
| Золото  | Лильяна Гафенку Вероника Кокеля Елена Джорджеску Анка Тэнасе Дойна Спырку Марьоара Попеску Йоана Олтяну Элисабета Липэ Дойна Игнат | Академическая гребля        | Женщины, восьмёрки                 |
| Серебро | Габриэла Сабо | Лёгкая атлетика             | Женщины, 1500 м                    |
| Серебро | Марчел Глэван Антонел Боршан | Гребля на байдарках и каноэ | Мужчины, каноэ-двойка, 1000 м      |
| Серебро | Мариус Урзикэ | Спортивная гимнастика       | Мужчины, конь                      |
| Серебро | Дан Буринкэ | Спортивная гимнастика       | Мужчины, кольца                    |
| Серебро | Симона Амынар | Спортивная гимнастика       | Женщины, вольные упражнения        |
| Серебро | Джина Годжан | Спортивная гимнастика       | Женщины, вольные упражнения        |
| Серебро | Лаура Бадя Река Сабо Роксана Скарлат                                                                                               | Фехтование                  | Женщины, командная рапира          |
| Бронза  | Леонард Дорофтей | Бокс                        | Мужчины, до 60 кг                  |
| Бронза  | Марьян Симион | Бокс                        | Мужчины, до 67 кг                  |
| Бронза  | Георге Андриев Григоре Обрежа | Гребля на байдарках и каноэ | Мужчины, каноэ-двойка, 500 м       |
| Бронза  | Симона Амынар | Спортивная гимнастика       | Женщины, абсолютное первенство     |
| Бронза  | Лавиния Милошовичи | Спортивная гимнастика       | Женщины, абсолютное первенство     |
| Бронза  | Джина Годжан | Спортивная гимнастика       | Женщины, опорный прыжок            |
| Бронза  | Джина Годжан | Спортивная гимнастика       | Женщины, бревно                    |
| Бронза  | Симона Амынар Джина Годжан Йонела Лоайеш Александра Маринеску Мирела Цугурлан Лавиния Милошовичи                                   | Спортивная гимнастика       | Женщины, командное первенство      |
| Бронза  | Николаэ Влад | Тяжёлая атлетика            | Мужчины, до 108 кг                 |

## Результаты соревнований

### Академическая гребля
В следующий раунд из каждого заезда проходили несколько лучших экипажей (в зависимости от дисциплины). В финал A выходили 6 сильнейших экипажей, остальные разыгрывали места в утешительных финалах B-D.
Мужчины
| Соревнование | Спортсмены                | Предварительный заезд | Предварительный заезд | Предварительный заезд | Отборочный заезд | Отборочный заезд | Отборочный заезд | Полуфинал      | Полуфинал      | Полуфинал      | Финал   | Финал   | Итоговое место |
| Соревнование | Спортсмены                | Заезд                 | Время                 | Место                 | Заезд            | Время            | Место            | Заезд          | Время          | Место          | Время   | Место   | Итоговое место |
| ------------ | ------------------------- | --------------------- | --------------------- | --------------------- | ---------------- | ---------------- | ---------------- | -------------- | -------------- | -------------- | ------- | ------- | -------------- |
| двойки       | Аттила Рац Николаэ Спырку | 3                     | 6:57,77               | 5                     | 3                | 7:07,96          | 4 QC             | не участвовали | не участвовали | не участвовали | Финал C | Финал C | 13             |
| двойки       | Аттила Рац Николаэ Спырку | 3                     | 6:57,77               | 5                     | 3                | 7:07,96          | 4 QC             | не участвовали | не участвовали | не участвовали | 7:01,94 | 1       | 13             |

### Дзюдо
Соревнования по дзюдо проводились по системе на выбывание. Утешительные встречи проводились между спортсменами, потерпевшими поражение от полуфиналистов турнира. Победители утешительных встреч встречались в схватке за 3-е место со спортсменами, проигравшими в полуфинале в противоположной половине турнирной сетки.
Женщины
| Категория | Спортсмены    | 1/16 финала        | 1/8 финала                        | Четвертьфинал               | Полуфинал             | Финал                 | Место |
| Категория | Спортсмены    | Соперник Результат | Соперник Результат                | Соперник Результат          | Соперник Результат    | Соперник Результат    | Место |
| --------- | ------------- | ------------------ | --------------------------------- | --------------------------- | --------------------- | --------------------- | ----- |
| до 72 кг  | Симона Рихтер | Не участвовала     | Татьяна Беляева (UKR) П сидо      | Завершила выступление       | Завершила выступление | Завершила выступление | 9     |
| до 72 кг  | Симона Рихтер | Не участвовала     | Утешительный турнир               |                             |                       |                       | 9     |
| до 72 кг  | Симона Рихтер | Не участвовала     | Мари Мишель Сен-Луи (MRI) В иппон | Иления Скапин (ITA) П иппон | Завершила выступление | Завершила выступление | 9     |